# Società Sportiva Sambenedettese 2016-2017
Questa voce raccoglie le informazioni riguardanti la Società Sportiva Sambenedettese nelle competizioni ufficiali della stagione 2016-2017.

## Rosa
| N. |                           | Ruolo | Calciatore               |
| -- | ------------------------- | ----- | ------------------------ |
| 2  | Italia (bandiera)         | D     | Davide Di Pasquale       |
| 3  | Italia (bandiera)         | D     | Alessandro Radi          |
| 4  | Italia (bandiera)         | D     | Nicolas Di Filippo       |
| 5  | Italia (bandiera)         | C     | Luca Berardocco          |
| 6  | Italia (bandiera)         | C     | Luca Lulli               |
| 7  | Italia (bandiera)         | A     | Leonardo Mancuso         |
| 8  | Italia (bandiera)         | C     | Alessandro Sabatino      |
| 9  | Italia (bandiera)         | A     | Lorenzo Sorrentino       |
| 10 | Italia (bandiera)         | A     | Emiliano Tortolano       |
| 11 | Italia (bandiera)         | C     | Marco Pezzotti           |
| 12 | Italia (bandiera)         | P     | Matteo Raccichini        |
| 13 | Ghana (bandiera)          | D     | Isaah Toah N'Tow         |
| 15 | Italia (bandiera)         | C     | Giacomo Zappacosta       |
| 16 | Costa d'Avorio (bandiera) | A     | Aurelien Yamissa Doua Bi |
| 17 | Italia (bandiera)         | A     | Alessio Di Massimo       |
| 18 | Italia (bandiera)         | C     | Kevin Candellori         |

| N. |                   | Ruolo | Calciatore           |
| -- | ----------------- | ----- | -------------------- |
| 19 | Italia (bandiera) | D     | Christian Tavanti    |
| 20 | Italia (bandiera) | D     | Simone Mattia        |
| 21 | Italia (bandiera) | A     | Andrea Vallocchia    |
| 22 | Italia (bandiera) | P     | Fabio Pegorin        |
| 23 | Italia (bandiera) | A     | Giordano Fioretti    |
| 24 | Mali (bandiera)   | D     | Issa Maiga Silvestri |
| 25 | Italia (bandiera) | D     | Daniele Mori         |
| 26 | Italia (bandiera) | A     | Salvatore Mallozzi   |
| 27 | Italia (bandiera) | D     | Andrea Marra         |
| 28 | Italia (bandiera) | D     | Gianmarco Valentini  |
| 29 | Italia (bandiera) | C     | Loris Damonte        |
| 30 | Italia (bandiera) | C     | Marco Ortenzi        |
| 31 | Italia (bandiera) | D     | Stefano Ferrario     |
| 33 | Italia (bandiera) | P     | Vincenzo Aridità     |
| 34 | Italia (bandiera) | D     | Alessio Calisto      |

## Staff tecnico
Fonte
- Ottavio Palladini - Allenatore
- Luigi Voltattorni - Allenatore in seconda
- Giovanni Bianchetti - Preparatore dei portieri
- Francesco Paolini - Preparatore atletico
- Antonio Franco - Medico responsabile
- Antonio Bozzi - Medico sociale
- Luigi Iachetti - Massofisioterapista
- Marco Minnucci - Massofisioterapista